# 長生人寿保険
長生人寿保険有限公司（長生人寿保険有限公司、Nissay Greatwall Life Insurance Co., Ltd.）は、中華人民共和国上海市に本社を置く生命保険会社。日本生命保険（日本）と、長城資産管理公司（中国）の合弁会社。
長城資産管理公司は、中国政府が全額出資する「国有金融資産管理会社」である。またこの会社は、日中合弁で生命保険事業を行う唯一の会社であるとのことである。

## 概要
2003年に、上海広電有限公司と日本生命保険の合弁で長生人寿保険を設立。2009年9月、中国側パートナーを長城資産管理公司に変更して現在に至っている。

## 事業の状況
2012年までに、外資系生命保険会社として首位となることを目指している。

## 外部サイト
- 長生人寿保険有限公司（中国語）
- 日本生命保険相互会社（日本語）